# Pteropus natalis
El murciélago de la fruta de la Isla de Navidad o zorro volador de la Isla de Navidad (Pteropus natalis),  es una especie de murciélago que se encuentra solo en Isla de Navidad, la única especie de mamífero nativo restante en la isla. La población ha caído en picado y, en consecuencia, está en peligro crítico. No está claro si puede considerarse una especie distinta (Pteropus natalis), o una subespecie de zorro volador de orejas negras (P. melanotus natalis). Puede descender de una población de zorros voladores de la isla de Pulau Panjang, cerca de Java.
El zorro volador de la Isla de Navidad es de tamaño mediano, con un promedio de 250–500 g (8.8–17.6 oz). Tiene pelaje negro por todas partes. Da a luz a una cría (generalmente durante la estación húmeda de diciembre a marzo), que puede volar a los cinco o seis meses, y alcanza la madurez sexual a los 27 o 28 meses, que es uno de los tiempos de maduración más lentos de cualquier murciélago. Se espera que la esperanza de vida sea de 6 a 12 años. Se alimenta en toda la isla en busca de fruta y néctar, y, al ser uno de los dos animales en la isla que lo hace, es probable que sea una especie clave , importante en la dispersión y polinización de semillas. A diferencia de la mayoría de los otros murciélagos, es principalmente activo durante el día ( diurno ).
Debido a la actividad humana, es la única especie de mamífero nativo restante en la isla. La población se ha reducido drásticamente, se redujo en un 66-75% entre 1984 y 2006, y en un 35-39% entre 2006 y 2012. Está en peligro crítico , posiblemente debido al desarrollo de la isla, las especies invasoras y la extracción de fosfato y la resultante envenenamiento por cadmio. Si se mantiene la tendencia de la población, es probable que el zorro volador de Christmas Island se extinga en el futuro cercano.

## Historia de vida

### Reproducción
Al igual que otros zorros voladores, es una especie K-seleccionada con una larga vida útil y una tasa de reproducción lenta. Aunque los cachorros pueden nacer durante todo el año, las tasas de natalidad son más altas de diciembre a febrero (durante la estación húmeda ), pero especialmente en febrero. En general, solo nace un cachorro, y dada la mortalidad infantil , un individuo, en promedio, tiene que reproducirse durante varios años para evitar la fertilidad por sub-reemplazo . Como la mayoría de los otros zorros voladores, el tiempo de gestación es de aproximadamente cinco meses, y el cachorro es destetado después de cuatro meses. Hay tres colonias reproductoras en la isla donde las hembras y sus cachorros se congregan durante una parte del año.
Dado que hay marcadamente más hembras en una colonia, y los machos más grandes que las hembras, se supone que es polígamo , y los machos y las hembras pueden aparearse varias veces.  Es posible que los machos peleen por las hembras, y se pueden usar garras más grandes en los machos para defender territorios y harenes. Sin embargo, es poco probable que los machos sexualmente maduros mantengan los harenes hasta que alcancen el tamaño completo en aproximadamente 38.5 meses. [10] Se estima que la esperanza de vida promedio es de 6 a 12 años y, en base a esto, el tiempo de generación es de 5 a 9 años, aunque podría ser tan corto como dos años. [15] [10]

### Desarrollo
Ilustración del ilustrador de aves John Gerrard Keulemans (1887)
Un recién nacido tiene una longitud de antebrazo de aproximadamente 49 mm (1.9 in) y pesa 55 g (1.9 oz), y estos aumentan, respectivamente, un estimado de 0.029 ± 0.005 mm y 0.33 ± 0.7 g por día, que es considerablemente más lento que otros zorros voladores . El pulgar no aumenta mucho de tamaño, solo un 1.2% más grande en adultos que en juveniles, lo que sugiere que el pulgar es importante en las interacciones sociales o en los árboles antes de la preparación para el vuelo. Se vuelve listo para el vuelo después de cinco o seis meses cuando alcanza una longitud estimada del antebrazo de 112 mm (4.4 in) y un peso de 163 g (5.7 oz), respectivamente 86.3 y 41.2% de sus dimensiones adultas. [10]
Los machos comienzan a madurar a los 15 meses de edad y son sexualmente maduros a los 27 meses; las hembras alcanzan la madurez física a los 24 meses y la madurez sexual a los 28 meses. Esta es una de las edades de maduración más antiguas de cualquier murciélago conocido. Por ejemplo, el zorro volador de cabeza gris alcanza la madurez sexual a los 16 y 11 meses para machos y hembras, respectivamente. Esto puede deberse a la falta de depredadores en la isla y a una baja tasa de mortalidad natural en general, lo que haría más beneficioso retrasar el desarrollo para prolongar la vida útil. El desarrollo es principalmente esquelético antes de la maduración, y luego se enfoca más en el aumento de peso.

## Población

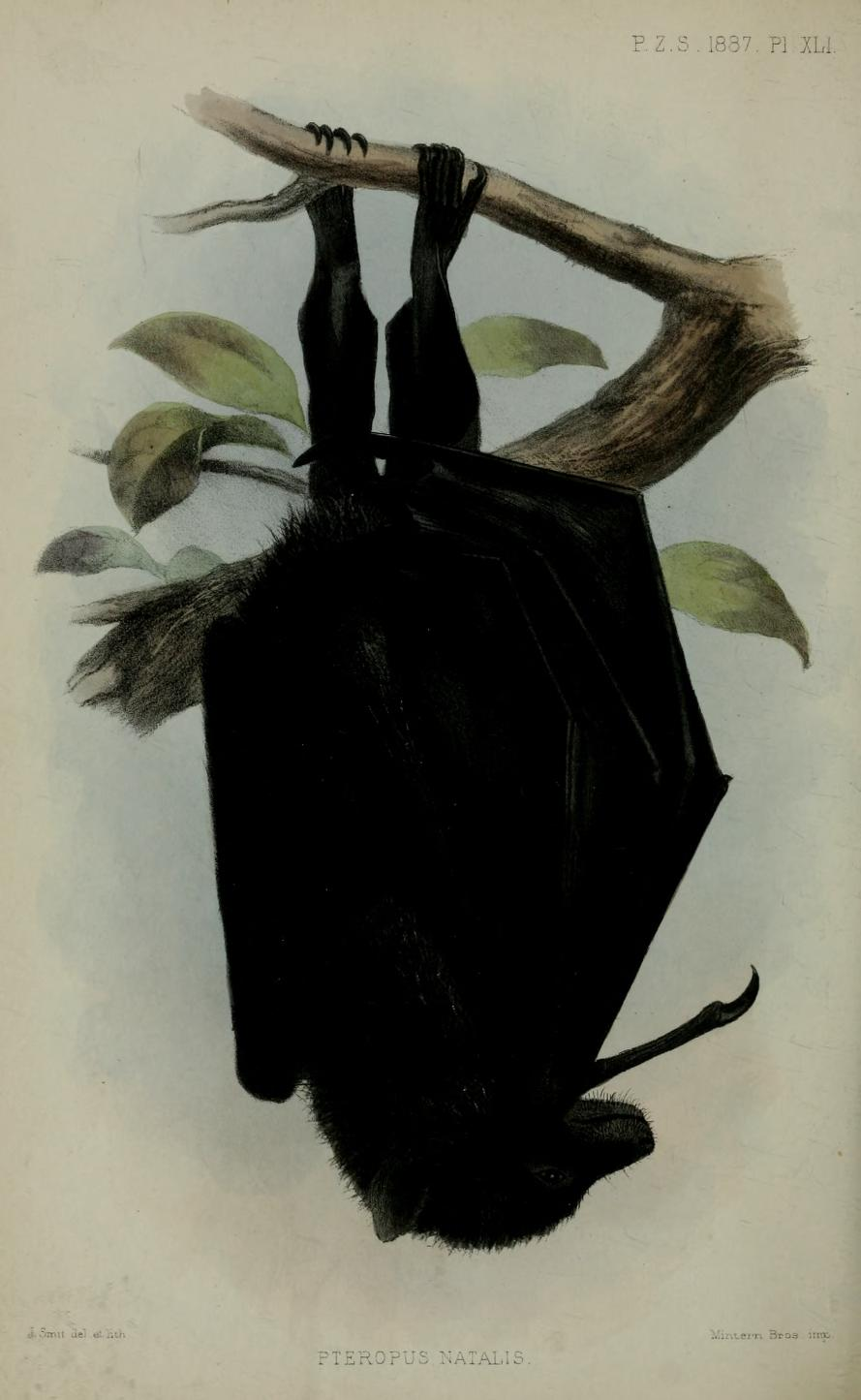
zorro volador dibujo

El zorro de vuela por la Isla de Navidad es endémica a la 135 kilómetros 2 (52 millas cuadradas) Isla de Navidad ,  y fue descrito por los primeros colonizadores en la década de 1890 como muy frecuentes. El paleontólogo británico Charles William Andrews , en su visita a la isla en 1897, informó que cientos de zorros voladores cubrían un árbol muerto. [14] En 1947, el naturalista británico Carl Alexander Gibson-Hill también informó que el zorro volador era abundante y los describió como una molestia para destruir los cultivos de frutas, especialmente la papaya . 
Una encuesta de 1984 reportó una población de aproximadamente 6,000 individuos, y 3,500 de ellos se posaron en seis colonias a lo largo de la costa: Middle Point (colonia reproductora), Daniel Roux Cave (colonia de solteros), Ethel Beach (colonia juvenil), Hosnies Spring (colonia reproductiva) con una población de 2,000), Greta Beach (colonia reproductiva y juvenil) y McMicken Point. Las colonias pueden abrazar la costa debido a la mayor cantidad de recursos alimenticios allí. Se agrega estacionalmente a ciertas perchas, posiblemente relacionadas con el comportamiento de apareamiento, y la mayoría de las perchas del desierto durante la estación húmeda.
Los 2.500 restantes se dispersaron por la isla, descansando solitariamente o en pequeños grupos de tres o cuatro individuos, y se movían libremente por la isla en lugar de permanecer sedentarios. Se ha observado que el zorro volador de la Isla de Navidad se posa en 13 especies diferentes de árboles: el árbol de polvo , el mangle negro , el apestoso Celtis timorensis , el baniano malayo , la randa marina , el árbol de helicóptero , el hibisco marino , el árbol huésped , la mata de perro Ochrosia ackeringae , el árbol de hojas de sombrilla , las grandes garras del diablo ,Syzygium nervosum , y la playa de almendras . Las perchas tienden a estar en el dosel expuesto al vientopara ayudar en el despegue.
La población disminuyó drásticamente en 2006; la población reportada de 1,500 a 2,000 representaba una disminución de 66 a 75%. Las tres primeras colonias fueron abandonadas, y las restantes no albergaron más de 500-1,400 individuos. La evidencia anecdótica sugiere una disminución a mediados de la década de 1990, posiblemente a partir de 1988. La población continuó disminuyendo en un 35-39% entre 2006 y 2012, lo que indica que la causa de la disminución aún no se ha abordado adecuadamente.

## Ecología

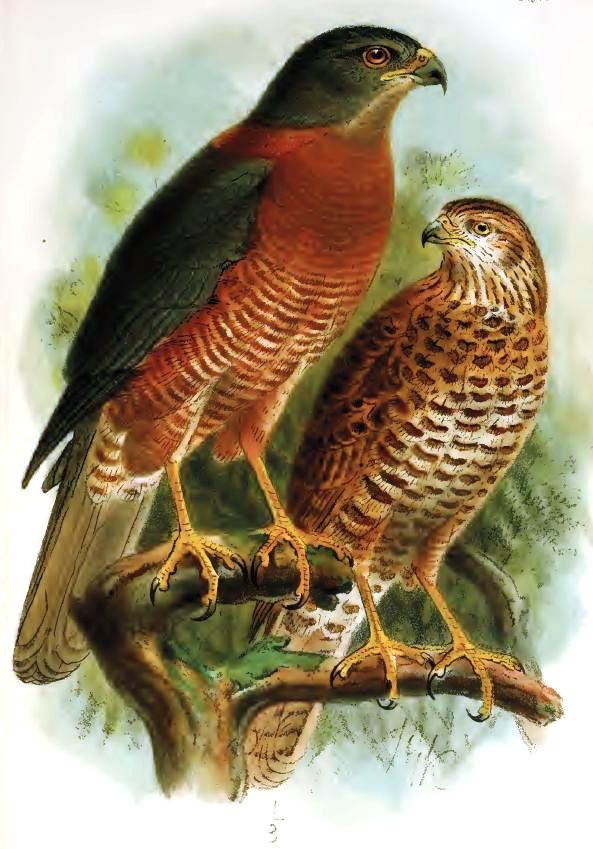
El azor de la isla de Navidad es un depredador de que se alimenta de algunos ejemplares

Una especie endémica de Isla de Navidad, y no se sabe que haya ocurrido nunca fuera de este lugar. La especie es diurna, se mueve desde sus perchas para alimentarse al final de la tarde; Una característica inusual para las especies del orden Chiroptera (murciélagos). Se posan cerca de la costa y se presume que abarcan toda la isla en busca de comida. Los sitios de forraje se encuentran en la selva nativa, pero se registran alimentándose en sitios de revegetación o jardines. La dieta principal de la especie es la fruta y el néctar, obtenidos de una amplia variedad de plantas nativas e introducidas; El número total de plantas alimenticias es de dieciocho especies introducidas y treinta y cinco nativos. Se supone que la cantidad de alimentos disponibles aumenta durante diciembre a marzo, en la estación húmeda. También se ha observado el consumo de las hojas de una planta no identificada. El fruto del apestoso Celtis timorensis, el castaño de Tahití Inocarpus fagifer, la cereza jamaicana Muntingia calabura, el mango Mangifera spp., la guanábana Annona muricata, la chirimoya Annona reticulata, Ficus macrocarpa y Maclura cochinchinensis son algunos de los más importantes en la dieta. Frutos y flores de la almendra india Terminalia catappa, Syzygium nervosum, Tristiropsis acutangula y Planchonella nitiday otras plantas proporcionan fuentes de alimento, al igual que las flores de Macaranga tanarius, Barringtonia racemosa, Dysoxylum gaudichaudianum y la palma de coco Cocos nucifera.
Al igual que con las especies relacionadas, tienen una larga vida útil y la tasa de reproducción es baja. Los nacimientos de una colonia se registran como los más numerosos en febrero o diciembre a febrero, como resultado de la reproducción sincronizada; Las crías nacen cinco meses después de una cópula exitosa. La edad a la que las hembras pueden reproducirse se informa a los tres años de edad o tan pronto como a los seis meses, después de un período de rápido desarrollo. Se presume que las relaciones sexuales son promiscuas o polígamas, lo que está respaldado por un mayor número de hembras adultas en la colonia.
La Isla de Navidad es una isla remota, colonizada por primera vez por humanos en la década de 1890. La isla fue compartida por otro murciélago, la especie Pipistrellus murrayi, que fue registrada por última vez en 2009 y clasificada como extinta .Se registraron otras tres especies de mamíferos en la isla, las ratas nativas Rattus macleari y Rattus nativitatis, y la musaraña de la Isla de Navidad Crocidura trichura; se presume que todos estos mamíferos nativos se han extinguido. La ocupación y explotación humana de la isla ha resultado en alteraciones sustanciales de su ecología, y el impacto en la población ha sido directo, indirecto o presunto. Antes de la legislación que prohibía la caza, se recolectaban y comían los "zorros voladores". Los informes anecdóticos en la década de 1980 de hasta 200 individuos recolectados habrían amenazado significativamente a una colonia, aunque la frecuencia y la escala de estos eventos están poco documentadas. Como resultado de la extracción de fosfato, el área de bosque nativo en la isla se ha reducido en aproximadamente una cuarta parte. El sitio para el refinamiento del fosfato produjo grandes cantidades de polvo que afectaron a la población de murciélagos, cubriendo su hábitat, suprimiendo el crecimiento de las plantas y aumentando los niveles ambiantales de cadmio.; se abandonó un campamento para una colonia cerca del sitio de procesamiento.
Las especies introducidas han proporcionado otros factores amenazantes. Se sabe que el gato salvaje (Felis catus) se aprovecha de este murciélago y puede estar fuertemente asociado a su repentino declive. Otra introducción temprana fue el ciempiés gigante Scolopendra morsitans, implicado en la desaparición de la única otra especie de murciélago de la isla, Pipistrellus murrayi, se cree que ejerce más presión sobre este murciélago. La hormiga loca amarilla Anoplolepis gracilipes, una especie invasora, comenzó a formar super colonias que amenazaban directamente a la especie y la destrucción de su hábitat; Las hormigas fueron bombardeadas aéreamente con fipronil.
Pteropus natalis es una especie clave de la ecología de la Isla de Navidad, una de las dos especies de vertebrados que se especializan en frutas; El único otro frugívoro existente es la paloma imperial Ducula whartoni. Desempeñan un papel importante en la polinización de muchas plantas y, tras la desaparición del otro murciélago de la isla, pueden ser el único vector para la dispersión de semillas para algunas especies de frutos carnosos. Un informe de un grupo de trabajo experto sobre la ecología de la isla dijo que la importancia de esta especie en el mantenimiento de los procesos clave del ecosistema en la selva tropical de la Isla de Navidad no puede ser sobrestimada" (Beeton, et )

## Estado de conservación
La población de la Isla de Navidad está considerada en peligro crítico, y aparece en la lista (como Pteropus natalis) bajo la ley australiana EPBC. C.R. Tidemann informó haber observado comportamientos peligrosos en una visita a la Isla de Navidad en 1984: «Tres características de su comportamiento hacen que P. melanotus sea presa fácil para los cazadores en la Isla de Navidad, a pesar de que las armas de fuego están prohibidas, a saber, un cambio diurno pronunciado de sus hábitos usualmente nocturnos, una tendencia a alimentarse cerca del suelo, particularmente en el arbusto exótico Muntingia calabura y un fallo en responder de manera apropiada a los posibles depredadores». En la Isla de Navidad, el murciélago también es depredado por gatos asilvestrados.